# Moerckia cockaynii
Moerckia cockaynii là một loài rêu trong họ Pallaviciniaceae. Loài này được K.I. Goebel mô tả khoa học đầu tiên năm 1906.
Danh pháp khoa học của loài này chưa được làm sáng tỏ. 